# Dobroselica (Čajetina)
Dobroselica (Servisch cyrillisch Доброселица) is een plaats in de Servische gemeente Čajetina. De plaats telt 405 inwoners (2002).